# Оз. «Гопри» (частина)
оз. «Гопри» (частина) — гідрологічна пам'ятка природи місцевого значення. Об'єкт розташований на території Голої Пристані Херсонської області, південно-східний берег озера «Гопри».
Площа — 5 га, статус отриманий у 1983 році.